# Maria Skobzowa

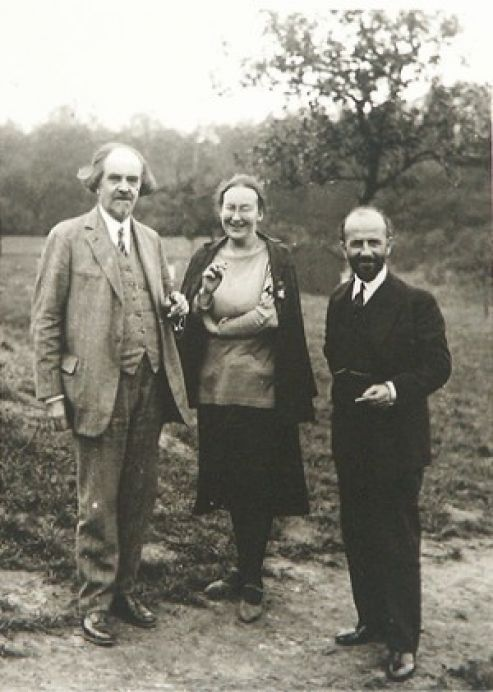
Mutter Maria mit dem Philosophen Nikolai Alexandrowitsch Berdjajew

Maria Skobzowa (russisch Мария Скобцова, geboren als Елизавета Юрьевна Пиленко/Jelisaweta Jurjewna Pilenko, in zweiter Ehe Скобцова/Skobzowa; * 8. Dezemberjul. / 20. Dezember 1891greg. in Riga; † 31. März 1945 in Ravensbrück) war eine russische Dichterin, Nonne und Gerechte unter den Völkern. Während des Zweiten Weltkriegs war sie Mitglied der französischen Widerstandsbewegung. Bekannt wurde sie unter dem Namen Mutter Maria (russisch Мать Мария).

## Leben

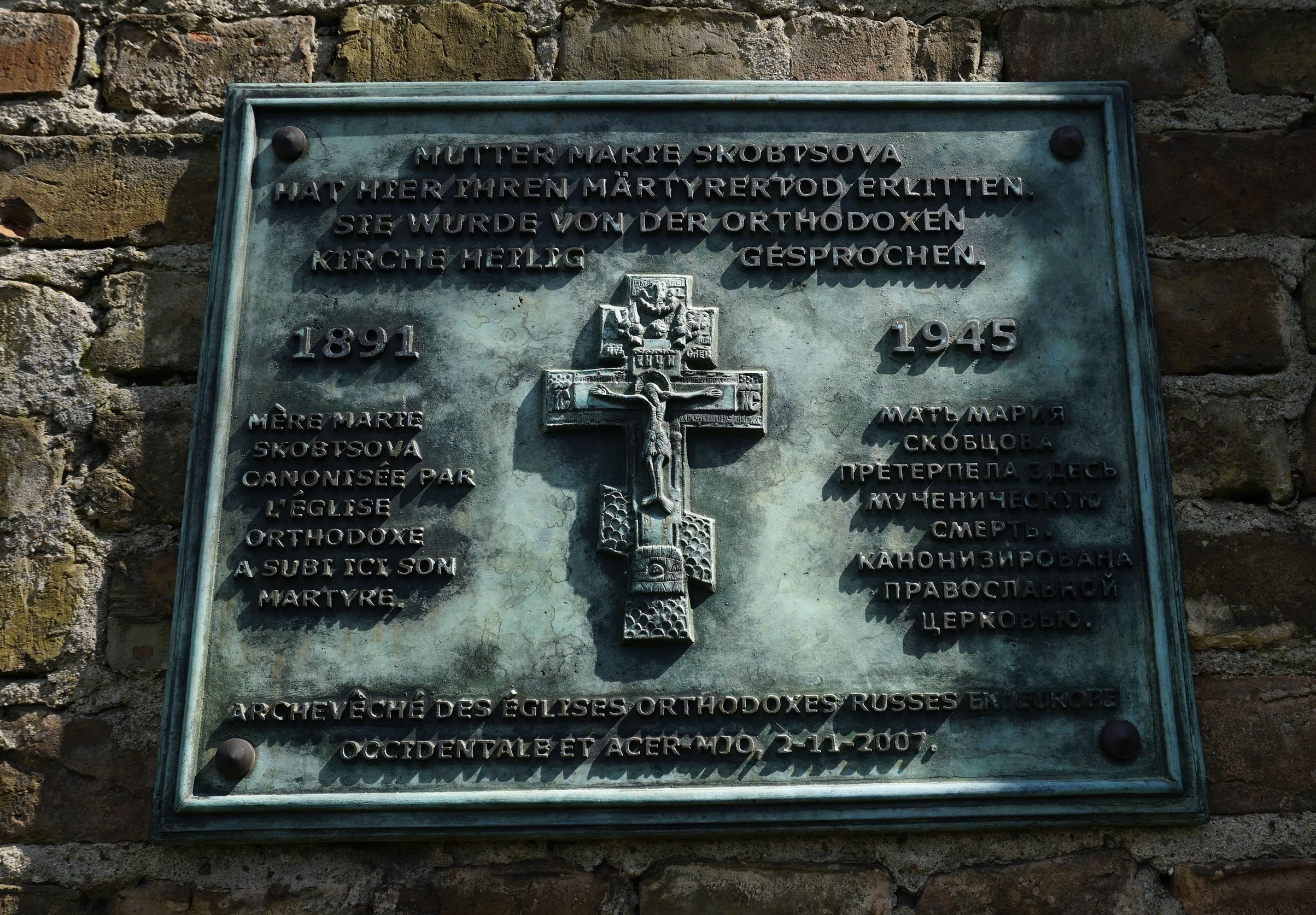
Gedenktafel für Maria Skobzowa in der Gedenkstätte Ravensbrück

Jelisaweta Pilenko wurde als Kind einer aristokratischen Familie in Riga geboren. Nach dem Tod ihres Vaters, den sie als Jugendliche verlor, zog sie mit ihrer Mutter nach Sankt Petersburg. Dort wandte sie sich dem Atheismus zu. Im Jahr 1910 heiratete sie den Bolschewiken Dmitri Kusmin-Karawajew, von dem sie sich 1913 scheiden ließ. Er wandte sich später dem orthodoxen Glauben zu. 
Nach der Scheidung zog sie mit ihrer Tochter Gajana nach Südrussland, wo auch ihre religiöse Hingabe zunahm. Sie plante die Ermordung von Leo Trotzki, nachdem er die Partei der Sozialrevolutionäre geschlossen hatte, wurde jedoch von Kollegen davon abgehalten. Diese schickten sie nach Anapa am Schwarzen Meer, wo sie nach der Oktoberrevolution für kurze Zeit Bürgermeisterin war. Ihr zweiter Mann, Daniel Skobzow, war zunächst ihr Lehrer gewesen und hatte sie als Richter bei einem politischen Prozess in Anapa begnadigt, worauf sich die beiden verliebten und heirateten. 
Nach ihrer Flucht über Georgien und Jugoslawien gelangte sie 1923 nach Paris, wo sie Theologie studierte. Ihre Tochter Anastasia, in Jugoslawien geboren, starb 1926 an der Grippe. Bald darauf wurde auch ihre zweite Ehe geschieden.
1932 wurde sie Nonne und nahm den Namen Mutter Maria an. Sergei Bulgakow war ihr Beichtvater. Sie machte ein Mietshaus in Paris zu ihrem „Kloster“, öffnete es für Flüchtlinge, Mittellose und Einsame und organisierte dort auch intellektuelle und theologische Diskussionen. So zeigte sie, dass ihr der Dienst an den Armen und die Theologie gleichermaßen wichtig waren.
Während der deutschen Besetzung von Paris versuchte sie, jüdische Flüchtlinge, denen Taufscheine ausgestellt wurden, vor der Deportation in die Konzentrationslager zu retten. Im Februar 1943 wurde sie deswegen verhaftet und zunächst ins KZ Royallieu, später ins KZ Ravensbrück gebracht. Am Karsamstag, dem 31. März 1945, wurde sie nach einer Selektion in der Gaskammer hingerichtet.

## Nachwirkung
Mutter Maria wird in Yad Vashem als Gerechte unter den Völkern geehrt. Am 16. Januar 2004 wurde sie durch das Ökumenische Patriarchat von Konstantinopel heiliggesprochen.
Der sowjetische Film „Мать Мария“ („Mutter Maria“) von 1982 mit Ljudmila Kassatkina behandelt ihr Leben. Tony Stratton Smith verfasste ein biografisches Werk über Maria Skobzowas antifaschistisches Wirken als Nonne: The Rebel Nun, London: Pan Books Ltd 1965. Es gibt eine Übersetzung in französischer Sprache: Mère Marie nonne et rebelle.